# Desert Diamond Casinos
Desert Diamond Casinos são de propriedade e operados pela Nação Tohono Oʼodham dentro das fronteiras do estado americano do Arizona.
O Desert Diamond Casinos opera atualmente em quatro locais no Arizona: Tucson, Sahuarita, Why e West Valley (Glendale). O local mais novo, White Tanks (perto de Waddell, Arizona), foi inaugurado em 18 de dezembro de 2024.

## História
Ao tentar construir o local de West Valley, a Nação Tohono O’odham entrou em conflito com o governo do Arizona. A Nação queria construir uma instalação de jogos de Classe III, que incluiria jogos de mesa, mas o estado se opôs a isso. A Nação recorreu ao tribunal para fazer com que o estado cumprisse a lei, que estabelece que o jogo é permitido em reservas indígenas por meio de acordos assinados entre o estado e as tribos.
O casino West Valley abriu em 2015, mas o estado negou a ele uma licença de Classe III, concedendo apenas uma licença de Classe II. Em vez disso, o cassino oferece Bingo-style slot machines, mas sem mesas de cartas e sem licença estadual para servir álcool.
Em maio de 2017, o estado do Arizona e a Tohono O'odham Nation resolveram o processo. Os termos do acordo permitem que a tribo opere jogos de azar completos e venda álcool em seu cassino em Glendale, mas a proíbem de abrir mais operações de jogos de azar no Vale.
Em abril de 2023, o quinto cassino foi inaugurado com a presença de autoridades e membros da Nação Tohono O’odham, a tribo dona do cassino. Autoridades da cidade vizinha de Glendale, Peoria, Buckeye, Tolleson, Surprise e El Mirage também participaram da cerimônia de inauguração. O novo cassino White Tanks, com área total de 184.000 pés quadrados, foi inaugurado em dezembro de 2024.